# 衝動のファンファーレ
「衝動のファンファーレ」（しょうどうのファンファーレ）は、松室政哉の1作目のデジタルシングル。

## 解説
- メジャー初の配信限定シングル作品。
- キャッチコピーは「“この夏、一歩前へ踏み出す勇気を”」。
- ジャケットのアートワークは、イラストレーターの坂内拓が担当。

## 収録曲
1. 衝動のファンファーレ
  - 作詞・作曲：松室政哉／編曲：本間昭光
  - 日清食品カップヌードル「熱湯コート園 篇」CMソング
  - GYAO!「私のAIする王子様−AIプリ−」テーマソング

## 演奏
- 松室政哉
  - Vocal, Chorus
- 玉田豊夢
  - Drums
- 安達貴史
  - Bass
- 林部直樹
  - Acoustic Guitar, Electric Guitar
- 室屋光一郎ストリングス
  - Strings
- 本間昭光
  - Electric Piano, Other Instruments